# Воден (област Ямбол)
Вижте пояснителната страница за други значения на Воден.
Во̀ден е село в Югоизточна България. Намира се в община Болярово, област Ямбол.

## География

### Местоположение
Селото е разположено в североизточните склонове на Дервентските възвишения. Намира се на 15 км от общинския център Болярово, на 32 км източно от Елхово и на 68 км от областния център Ямбол. В близост е границата с Турция. На 1 км от Воден се намира яз. Шарково.

### Население
Селото има население от 340 души. В определени моменти от своята история, населението му е достигало над 1000 души.

## История
На 2 – 3 километра югоизточно от съвременното село са открити останки от две антични крепости – Голямо и Малко кале, за една от които се предполага, че може да е споменатата от Прокопий Кесарийски Потамукастел. Край тях е разкрит раннохристиянски комплекс. Той води началото си от разположена в пещера гробница, разбита и унищожена от местните селяни през 1883 година. Над гробницата през IV век е изграден кръстовиден мартирий, а във втората половина на V век около него е построена по-голяма сграда. Комплексът е разрушен в края на VI век и възстановен през XI век, като е едно от предполагаемите места на исихасткия манастир на Григорий Синаит.
Днешното село Воден обединява две села, които до 1940 година съществуват като отделни – Дерекьой и Дере махле (Речна махала). По време на османската власт част от населението на Дерекьой е използвано като охрана на стария римски път, по който е минавала държавната хазна. Заради това жителите са били освободени от налози. Дере Махле е било чифлик и в него са отглеждани коне за турската армия.
Диалектът на Дерекьой е нетипичен за региона и има отчетливи западнобългарски черти. Типичен за воденци израз e: „На ва̀д`та во̀д`та е по-уба̀ва от рѐката“. Според известния етнограф Димитър Маринов, който посещава селото през 1899 година при проучвателните си обиколки, жителите му са преселници от Новоселско, дошли тук през втората половина на XVIII век. Според местния краевед Продан Симитчиев, позоваващ се на връзката между съвременното име на селото и това на град Воден, както и на изследване на езиковеда Беньо Цонев, жителите на селото са преселници от Егейска Македония. Жителите на Деремахле в края на XIX век са преселници от Лозенградско.
Дерекьой е преименувано но Воден през 1925 година, а Дере махле на Малък Воден през 1934 година.
Селото пострадва сериозно от горски пожари през юли 2024 г.

## Обществени институции
Първата църква в селото е построена през 1841 г. Опожарена е от отстъпващите турци по време на Руско-турската освободителна война. От нея е запазен само каменният зид. Решение за построяване на нова църква е взето през 1891 г. Паричните средства за изграждането ѝ са събрани с доброволни дарения на селяните. Носи името „Св. Георги“ и е осветена през 1902 г. от сливенския митрополит Гервасий.
През 1857 г. е открито училище в Дерекьой в къщата на Стойко, преселник от с. Шипка, който събрал осем ученици, за да ги учи на четмо и писмо. Училищната сграда е построена през 1870 г. Тя е с две стаи – по една за големите и малките ученици. През 1901 – 1902 г. учителка в селото е Ана Маймункова. Прогимназията е открита през 1916 г. и съществува до 2001 г., когато училището е закрито поради липса на деца.
Начало на читалищната дейност се поставя през 1894 г. по инициатива на учители. Създадена е ученолюбива дружинка „Просвета“. Това е първото селско читалище в Ямболски окръг.

## Културни и природни забележителности
Край селото минава древен римски път, разклонение на Виа Диагоналис, който е свързвал Дебелт, Одрин и Цариград. Там е изграден укрепен възел – Потамокастел (Речна крепост), обединяващ четири крепости – Голямото кале, Градището, Малкото кале и Калето. Построени са през късната античност и средновековието с цел охрана на пътя. Запазени са останки от крепостния зид.
През 80-те години на XX век са проведени археологически разкопки в землището на Воден, които разкриват духовен комплекс от раннохристиянската епоха. Предполага се, че това е мартириум – светилище, построено върху гроба на християнски мъченик (I – IV век). Разкрита е крипта, свързана с пещера, която се намира под нея. Над криптата е изградена малка църква. По-късно е построена втора, по-голяма църква, като първата не е съборена, а остава в средата на новопостроената, т.е. църква в църквата. Запазени са част от крепостните стени и кулите на манастира. Открити са фрагменти от керамика, розети, средновековни монети, бойна алебарда.
В обитаемата пещера с ранно-християнски и средновековен комплекс край селото от 10 – 14 в., наред с други находки, от палеоорнитолога проф. Златозар Боев са открити и костни останки от изчезналия вече местен див (ямболски) колхидски фазан (Phasianus colchicus colchicus) и сврака (Pica pica). Пещерата е ключово местообитание за защитени видове прилепи в България.

## Известни личности
Родени във Воден
- Радка Димитрова – певица
- Георги Добринов (1889 – 1994) – офицер
- Георги Кехайов (1904 – 1977) – кавалджия
- Продан Нончев (1939 – 2013) – актьор
- Иван Пехливанов (1926 – 2012) – политик
- Енчо Халачев – режисьор и преподавател
- Янчо Янев – актьор

## Други

### Кухня
За селото е характерно приготвянето на т. нар. „Дядо“, сушен и осолен колбас от ситно нарязано месо и подправки. Приготвят се долми – сарми с булгур и парчета месо и сланина.

### Вино
В района на селото се произвежда виното Алжирка. Същото е силно, гъсто и изключително ароматно. Има червеникаво-виолетов цвят. Зърната на гроздето, от което се произвежда, са малки, с дебела ципа, но изключително ароматни, с вкус на горски плодове.